# Discographie de Coheed and Cambria
La discographie de Coheed and Cambria, groupe de rock progressif américain, comprend l'ensemble des disques publiés au cours de leur carrière. Elle se compose de quinze albums (studio, en concert et EP) et de huit singles. Le groupe est actuellement constitué de Claudio Sanchez au chant et à la guitare, de Travis Stever à la guitare, de Josh Eppard à la batterie et au clavier et de Zach Cooper à la basse. Les trois musiciens accompagnent en chœurs le chanteur sur certaines chansons.

## Albums

### Albums studio
| Titre                                                                               | Détails                                                                                             | Classement des ventes | Classement des ventes | Classement des ventes | Classement des ventes | Classement des ventes | Classement des ventes | Classement des ventes | Classement des ventes | Certifications |
| Titre                                                                               | Détails                                                                                             | ALL                   | AUS                   | CAN                   | É-U                   | US Rock               | US Indie              | GRE                   | R-U                   | Certifications |
| ----------------------------------------------------------------------------------- | --------------------------------------------------------------------------------------------------- | --------------------- | --------------------- | --------------------- | --------------------- | --------------------- | --------------------- | --------------------- | --------------------- | -------------- |
| The Second Stage Turbine Blade                                                      | - Sortie : 5 février 2002 - Label : Equal Vision Records - Format(s) : CD                           | —                     | —                     | —                     | 179                   | —                     | —                     | —                     | —                     |                |
| In Keeping Secrets of Silent Earth: 3                                               | - Sortie: 7 octobre 2003 - Label: Equal Vision Records - Format(s): CD                              | —                     | —                     | —                     | 52                    | —                     | 5                     | —                     | —                     | : Or           |
| Good Apollo, I'm Burning Star IV, Volume One: From Fear Through the Eyes of Madness | - Sortie : 20 septembre 2005 - Label : Columbia Records - Format(s) : CD, téléchargement            | 85                    | —                     | —                     | 7                     | —                     | —                     | —                     | 92                    | : Or : Argent  |
| Good Apollo, I'm Burning Star IV, Volume Two: No World for Tomorrow                 | - Sortie : 23 octobre 2007 - Label : Columbia Records - Format(s) : CD, téléchargement              | —                     | 39                    | —                     | 6                     | 3                     | —                     | —                     | 41                    |                |
| Year of the Black Rainbow                                                           | - Sortie : 13 avril 2010 - Label : Columbia Records - Format(s) : CD, téléchargement                | 71                    | 38                    | 14                    | 5                     | 2                     | —                     | 46                    | 35                    |                |
| The Afterman: Ascension                                                             | - Sortie : 9 octobre 2012 - Label : Hundred Handed/Everything Evil - Format(s) : CD, téléchargement | —                     | —                     | —                     | —                     | —                     | —                     | —                     | —                     |                |
| The Afterman: Descension                                                            | - Sortie : février 2013 - Label : Hundred Handed/Everything Evil - Format(s) : CD, téléchargement   | —                     | —                     | —                     | —                     | —                     | —                     | —                     | —                     |                |

### Albums live
| Titre                             | Date de sortie | Label                    | Certifications |
| --------------------------------- | -------------- | ------------------------ | -------------- |
| Live at La Zona Rosa              | 2004           | Columbia Records         |                |
| Live at the Avalon                | 2005           | Columbia Records         |                |
| Live at the Starland Ballroom     | 22 mars 2005   | Columbia Records         | : Or           |
| Kerrang!/XFM UK Acoustic Sessions | 2006           | Sony Music Entertainment |                |

### EPs
| Titre                       | Date de sortie | Label            |
| --------------------------- | -------------- | ---------------- |
| Plan to Take Over the World | 1999           | Wisteria Records |
| The Penelope EP             | 1999           | Wisteria Records |
| Delirium Trigger            | 2000           | Wisteria Records |
| Neverender 12%              | 2009           | Columbia Records |

## DVDs
| Titre                                         | Date de sortie  | Label                    |
| --------------------------------------------- | --------------- | ------------------------ |
| Live at the Starland Ballroom                 | 22 mars 2005    | Columbia Records         |
| The Last Supper: Live at Hammerstein Ballroom | 31 octobre 2006 | Equal Vision Records     |
| Neverender: Children of The Fence             | 24 mars 2009    | Sony Music Entertainment |

## Singles
| Année | Single                                        | Classement des ventes | Classement des ventes | Classement des ventes | Classement des ventes | Album                                                                               |
| Année | Single                                        | US Hot 100            | US Alt.               | US Main.              | [ 8 ]                 | Album                                                                               |
| ----- | --------------------------------------------- | --------------------- | --------------------- | --------------------- | --------------------- | ----------------------------------------------------------------------------------- |
| 2004  | Devil in Jersey City                          | —                     | —                     | —                     | —                     | The Second Stage Turbine Blade                                                      |
| 2004  | A Favor House Atlantic                        | —                     | 13                    | 40                    | 77                    | In Keeping Secrets of Silent Earth: 3                                               |
| 2005  | Blood Red Summer                              | —                     | 29                    | —                     | —                     | In Keeping Secrets of Silent Earth: 3                                               |
| 2005  | The Suffering                                 | 110                   | 16                    | 29                    | 60                    | Good Apollo, I'm Burning Star IV, Volume One: From Fear Through the Eyes of Madness |
| 2006  | Welcome Home                                  | —                     | 36                    | 25                    | —                     | Good Apollo, I'm Burning Star IV, Volume One: From Fear Through the Eyes of Madness |
| 2006  | Ten Speed (Of God's Blood and Burial)         | —                     | —                     | —                     | —                     | Good Apollo, I'm Burning Star IV, Volume One: From Fear Through the Eyes of Madness |
| 2007  | The Running Free                              | —                     | 19                    | 31                    | —                     | Good Apollo, I'm Burning Star IV, Volume Two: No World for Tomorrow                 |
| 2008  | Feathers                                      | —                     | —                     | —                     | —                     | Good Apollo, I'm Burning Star IV, Volume Two: No World for Tomorrow                 |
| 2010  | The Broken                                    | —                     | —                     | —                     | —                     | Year of the Black Rainbow                                                           |
| 2010  | Here We Are Juggernaut                        | —                     | 29                    | —                     | —                     | Year of the Black Rainbow                                                           |
| 2010  | World of Lines                                | —                     | —                     | —                     | —                     | Year of the Black Rainbow                                                           |
| 2012  | Key Entity Extraction I: Domino the Destitute | —                     | —                     | —                     | —                     | The Afterman: Ascension                                                             |